# پرچوگال.دمن

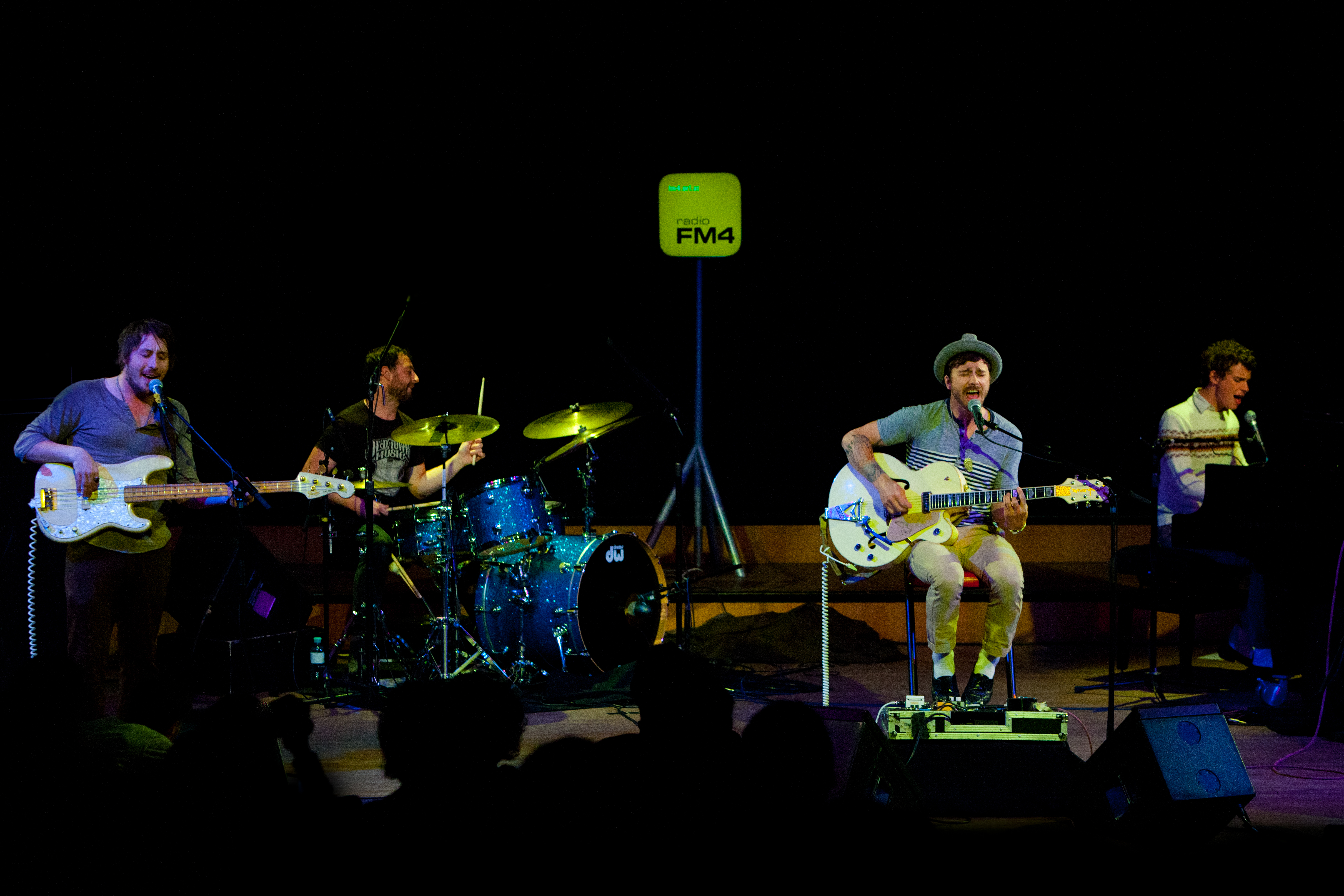
نمایی از اجرای گروه موسیقی پرچوگال. دمن - ۲۰۱۱

پرچوگال. دمن (به انگلیسی: Portugal. The Man) گروه راک آمریکایی از واسیلا، آلاسکا است که هم‌اکنون مقیم پرتلند، اورگن است. این گروه متشکل از خواننده لید جان بالدوین گورلی، زک کروترز، کایل اوکویین، جیسن سیکرایست، اریک هاوک، و زن گورلی، زویی منویل خواننده زمینه است. گورلی و کروترز یکدیگر را در سال ۲۰۰۱ در دبیرستان واسیلا دیدند و شروع به ساخت موسیقی کردند.